# Felix Landau (Kunsthändler)
Felix Henry Landau (geboren 24. Oktober 1924 in Wien; gestorben 17. Februar 2003 in Garches) war ein US-amerikanisch-französischer Kunsthändler österreichischer Herkunft. 

## Leben
Felix Landau war ein Sohn von Olga Matzl und von Fritz Landau, einem Musiker. Nach dem Anschluss Österreichs 1938 floh die Familie in die USA und kam in New York City unter. Landau besuchte das City College of New York, wurde im Zweiten Weltkrieg Soldat der U.S. Army und wurde im Pazifikkrieg eingesetzt. Beim Militär traf er Pete Seeger und wurde nach Kriegsende der erste Manager des Folksängers und machte Werbung bei Folkways Records.
1948 heiratete er die Kunsthistorikerin Mitzi Ruth Ander und zog nach Los Angeles. Sie eröffneten 1951 die Felix Landau Gallery auf dem La Cienega Boulevard. Landau machte den Kunstmarkt Kaliforniens mit den österreichischen Malern Egon Schiele und Gustav Klimt bekannt. Landau organisierte die erste Ausstellung für Francis Bacon in Los Angeles und führte den  kalifornischen Abstrakten John McLaughlin ein. Landau zeigte unter anderem Werke von Giacomo Benevelli, Richard Diebenkorn, William Dole, Sam Francis, James Gill, James Jarvaise, Gaston Lachaise, John Levee, Henry Moore, Giò Pomodoro, John Rosenbaum, Paul Wonner, Jack Zajac. 
Für seinen Kunsthandel gewann Landau Kunden aus der Filmindustrie, so Julie Andrews, Jack Lemmon, Marlo Thomas und Billy Wilder. Ab 1966 beteiligte er sich an der Landau-Alan Gallery in New York City, die unter anderem Albert Paris Gütersloh zeigte und David Hockney auf den amerikanischen Markt brachte. 
Landau beendete 1971 seine Tätigkeit in den USA und zog nach Paris und in die Toskana, wo er die nächsten Jahre als Berater arbeitete. In zweiter Ehe heiratete er 1980 die Schweizer Malerin Elga Heinzen.